# یانکیتاون (مینه سوتا)
یانکیتاون (به انگلیسی: Yankeetown) یک منطقهٔ مسکونی در ایالات متحده آمریکا است که در مینه‌سوتا واقع شده‌است. یانکیتاون ۳۰۳٫۸۹ متر بالاتر از سطح دریا قرار دارد.